# Liverpool Wavertree (circonscription du Parlement britannique)

Liverpool Wavertree dans le Merseyside.

La circonscription de Liverpool Wavertree est une circonscription électorale anglaise située dans le Merseyside et représentée à la Chambre des communes du Parlement britannique.